# Superman (Cenisio)
Superman fu una serie a fumetti pubblicata in Italia dall'Editrice Cenisio dagli anni settanta agli anni ottanta.

## Storia editoriale
Dopo aver acquisito di i diritti delle serie a fumetti dalla Williams, la Cenisio fece esordire nel 1976 una testata dedicata al principale personaggio della DC Comics, dove vennero pubblicate storie di recente produzione, disegnate da Curt Swan; alcuni numeri con storie particolari vennero pubblicati in formato più grande. Contemporaneamente vennero edite delle testate parallele, Superman Pocket e Superman Selezione, in formato tascabile.